# George Dantzig
George Bernard Dantzig (Portland, 8 november 1914 – Stanford, 13 mei 2005) was een Amerikaanse wiskundige. Hij wordt beschouwd als "vader van de lineaire programmering" door zijn introductie van het simplexalgoritme.
In 1936 behaalde hij een bachelordiploma in wiskunde en fysica aan de Universiteit van Maryland. Hij behaalde zijn masterdiploma in wiskunde aan de Universiteit van Michigan. In 1946 behaalde hij een doctoraat (Ph.D.) aan de Universiteit van Californië, Berkeley onder begeleiding van Jerzy Neyman. De Universiteit van Maryland schonk hem een eredoctoraat in 1976.
Aan de basis van zijn vinding van het Simplexalgoritme lag een misverstand in zijn studententijd. Dantzig kwam te laat op college en zag twee vergelijkingen op het bord staan. Hij nam ze over in de veronderstelling, dat het huiswerk betrof. Na een paar dagen blokken leverde hij zijn oplossingen in. Een stomverbaasde prof. Neyman las Dantzigs antwoorden op twee al decennia als onoplosbaar beschouwde formules en wijdde er een wetenschappelijke publicatie aan. Dantzig zelf greep op deze denkoefeningen terug toen hij in oorlogstijd bij de luchtmacht werkte, waar gezocht werd naar efficiencymaatregelen om de vele zware taken binnen het budget te kunnen uitvoeren.